# Gröbova vila
Gröbeho nebo též Gröbova vila, (zkráceně Gröbovka, Grébovka nebo jen Grebovka) je dvoupatrová podsklepená novorenesanční vila v Havlíčkových sadech na pomezí Královských Vinohrad, Vršovic a Nuslí. Stavba stojí na náhorní rovině nad údolím Botiče, kde tvoří nápadnou dominantu a jednu z nejkrásnějších pražských vil. Vila představuje téměř dokonalé uplatnění principů české novorenesanční architektury a spolu s modelací terénu navozuje atmosféru italského jihu. Stavba je ovlivněna palladianskými vzory, má italizující střechu s velmi mírným sklonem. Tvoří osu celé zahradní kompozice, založené na osových průhledech, ornamentálních úpravách květinových záhonů a promodelováním přilehlého terénu terasami, otevřenými schodišti, altány a vodními prvky.

## Historie

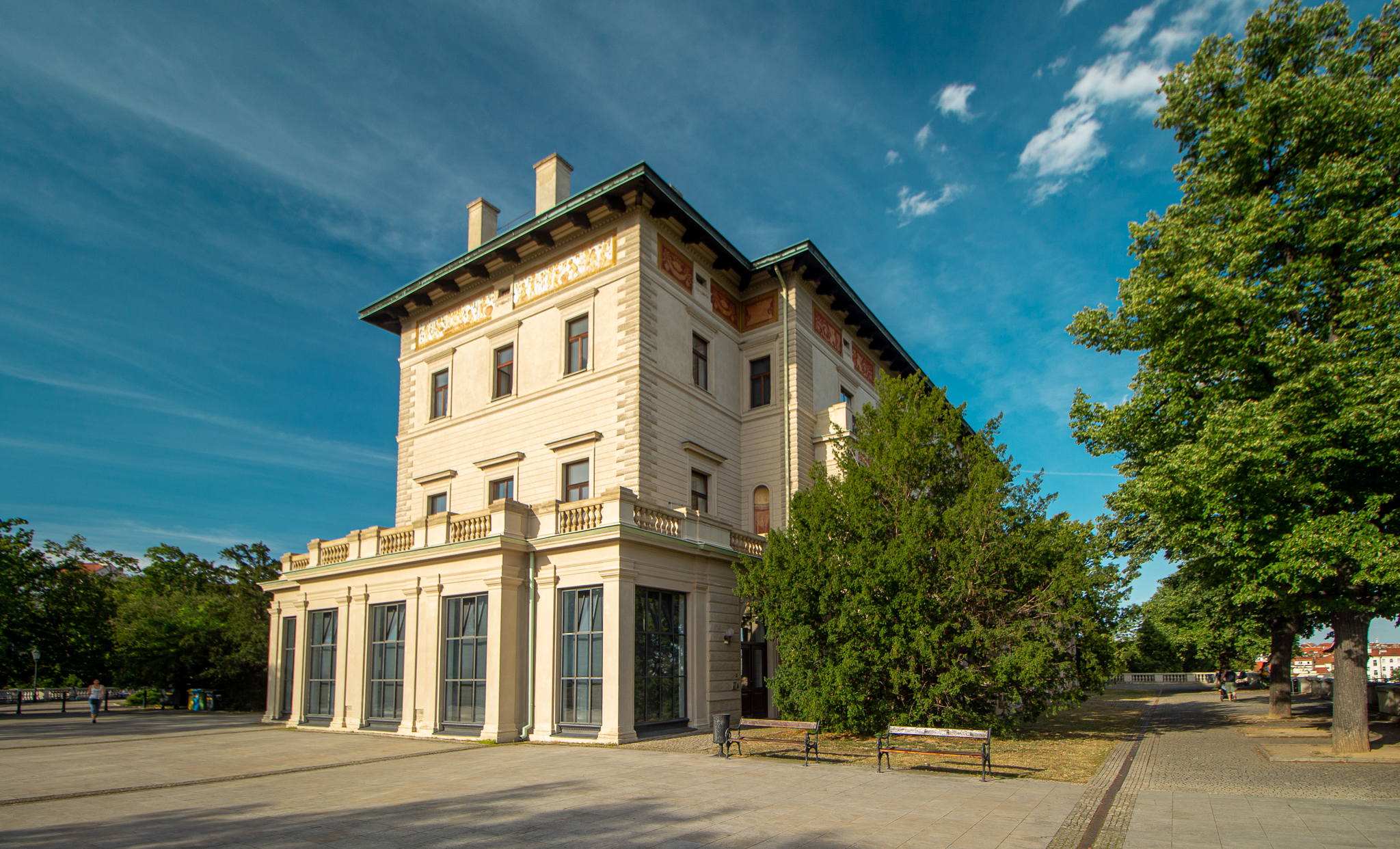
Stav z července 2020

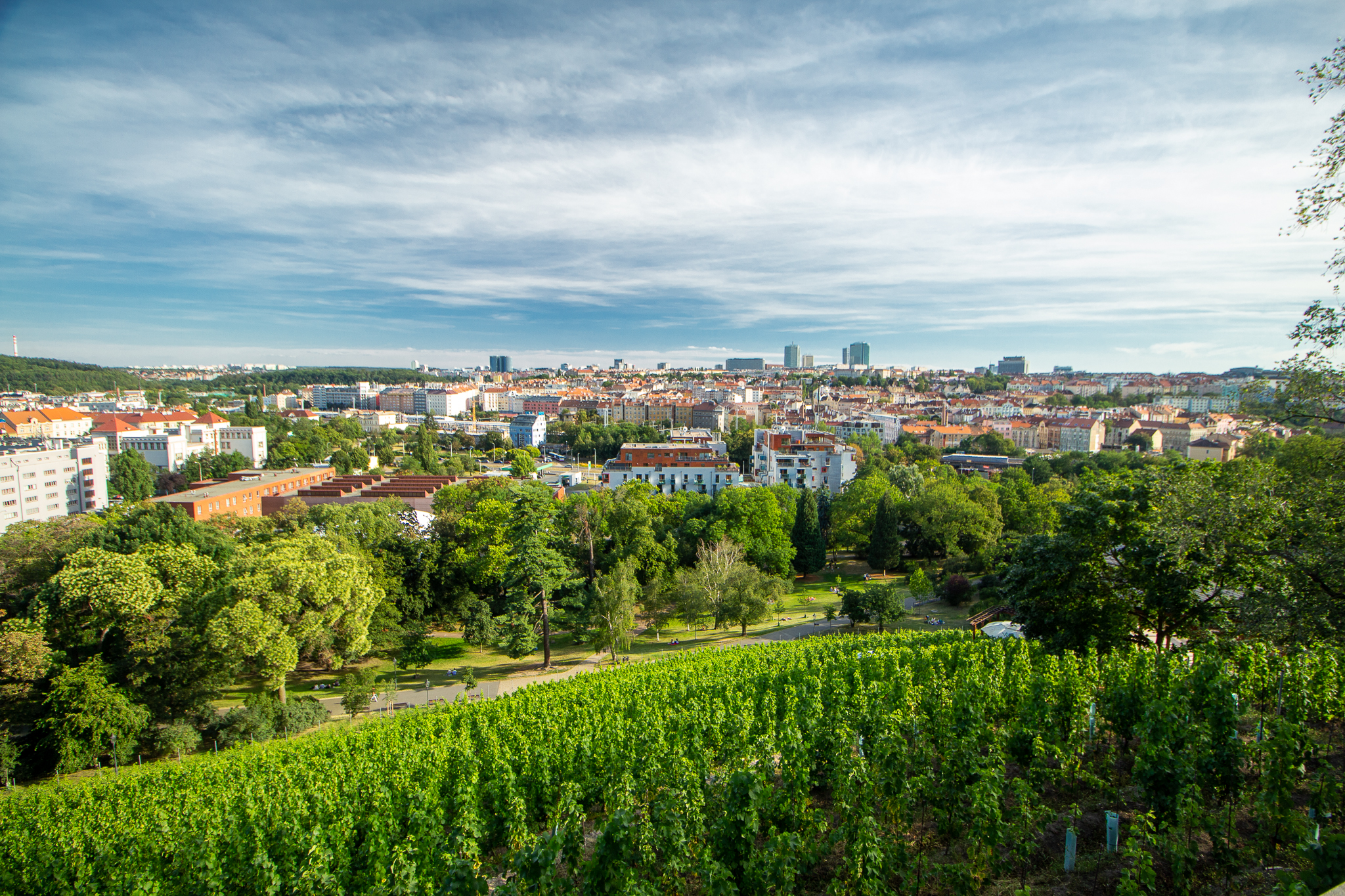
Vinice pod Gröbevou vilou a pohled na Nusle

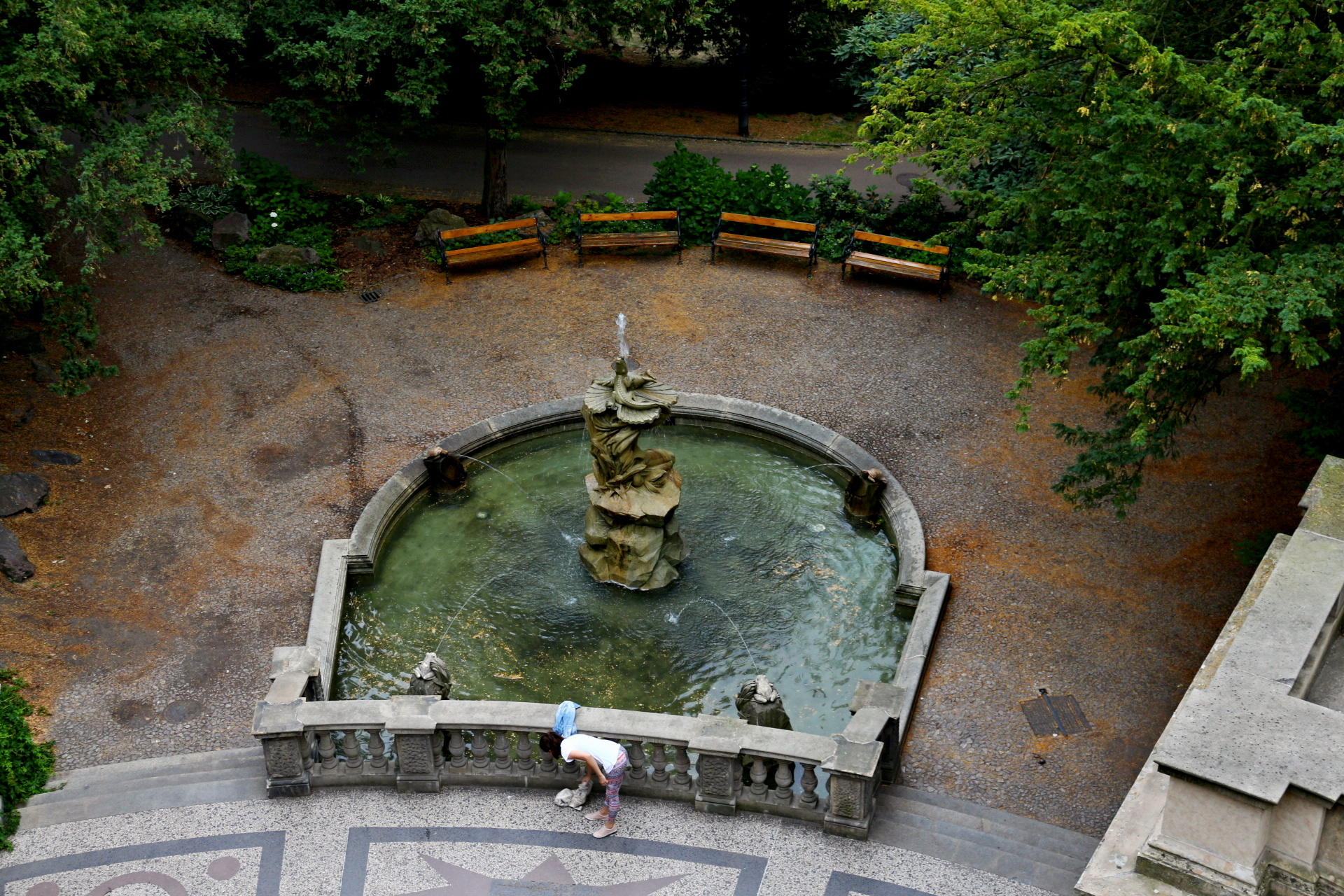
Neptunova fontána v přilehlém parku

Na pozemcích parku, na němž vila stojí, se původně nacházely vinice založené ve druhé polovině 13. století na zdejších slunných stráních. V průběhu následujících staletí zde vznikly hospodářské usedlosti Horní a Dolní Landhauska.
V roce 1870 koupil parcely i s usedlostmi pražský podnikatel Moritz Gröbe a na pozemku Horní Landhausky nechal vybudovat letní sídlo zvané tehdy „Villa Gröbe“. Základní kámen ke stavbě byl položen 1. června 1871. Po smrti Gröbeho (v roce 1891) jeho dědicové areál neužívali, na jeho údržbu si vydělávali provozováním zahradnictví a zpřístupněním parku veřejnosti za poplatek. V letech 1902–1905 prostor pronajali císařské a královské rodině Habsburků. Pobývala zde například princezna Alžběta, dcera korunního prince Rudolfa a vnučka císaře Františka Josefa I., se svým manželem Karlem Ottou Windischgrätzem.
Dědicové nakonec vilu i s pozemky odprodali v roce 1905 vinohradské obci a ta 16. května 1906 areál zpřístupnila pod názvem Havlíčkovy sady. V té době už v okolí stála nová činžovní zástavba a původní odlehlé letní sídlo se ocitlo v centru rezidenční čtvrti. Při spojeneckém bombardování 14. února 1945 byla samotná vila i další části pozemku zasaženy zápalnými bombami a poničeny. Po zásahu zachvátil vilu požár, který zcela zničil střechu a také obě patra.
V letech 1951–1953 bylo přistoupeno k rekonstrukci zničené vily na základě projektu ing. arch. Pavla Smetany. Objekt byl poškozen nejen díky bombardování, ale také předchozí uživatelé – Vysoká škola zemědělská, Baxova ubytovna či Hitlerjugend ovlivnili nepříznivě dispozice a interiéry vily, byly také zničeny původní povrchy. Při rekonstrukci byly původní stropy nahrazeny železobetonovými a celá rekonstrukce proběhla v duchu tzv. socialistického realismu. Na jednom z polí kazetového stropu se objevily srp s kladivem, na dveřích byly obrazy družstevnice s dělníkem, původní nástěnné malby byly zatřeny. Do místností byly přidány cihelné příčky a celý dům byl přizpůsoben novému uživateli – Ústřednímu Domu pionýrů a mládeže Julia Fučíka. V budově byly prostory pro mimoškolní čas dětí – byly zde provozovány výtvarné, hudební, pěvecké, modelářské, baletní, sochařské a sportovní kroužky.
Po dlouhých a složitých jednáních, jejichž součástí byly i různé protesty občanů, byla 25. června 2001 podepsána nájemní smlouva na 25 let s možností prodloužení na další období s CEELI Institutem s tím, že nájemce vloží do rekonstrukce objektu téměř 5 milionů USD a bude hradit veškeré náklady spojené s provozem budovy včetně pojištění. V roce 2002 započala příprava generální rekonstrukce objektu podle projektu ateliéru Arkom Architekti, s.r.o. pod vedením ing. arch. Hedviky Hronové. Hlavní myšlenkou rekonstrukce mělo být vrácení památce původní podobu a stylový charakter. Rekonstrukce byla dokončena v roce 2005, 24. 5. 2005 byly prostory předvedeny veřejnosti v rámci dne otevřených dveří.

## Architektura

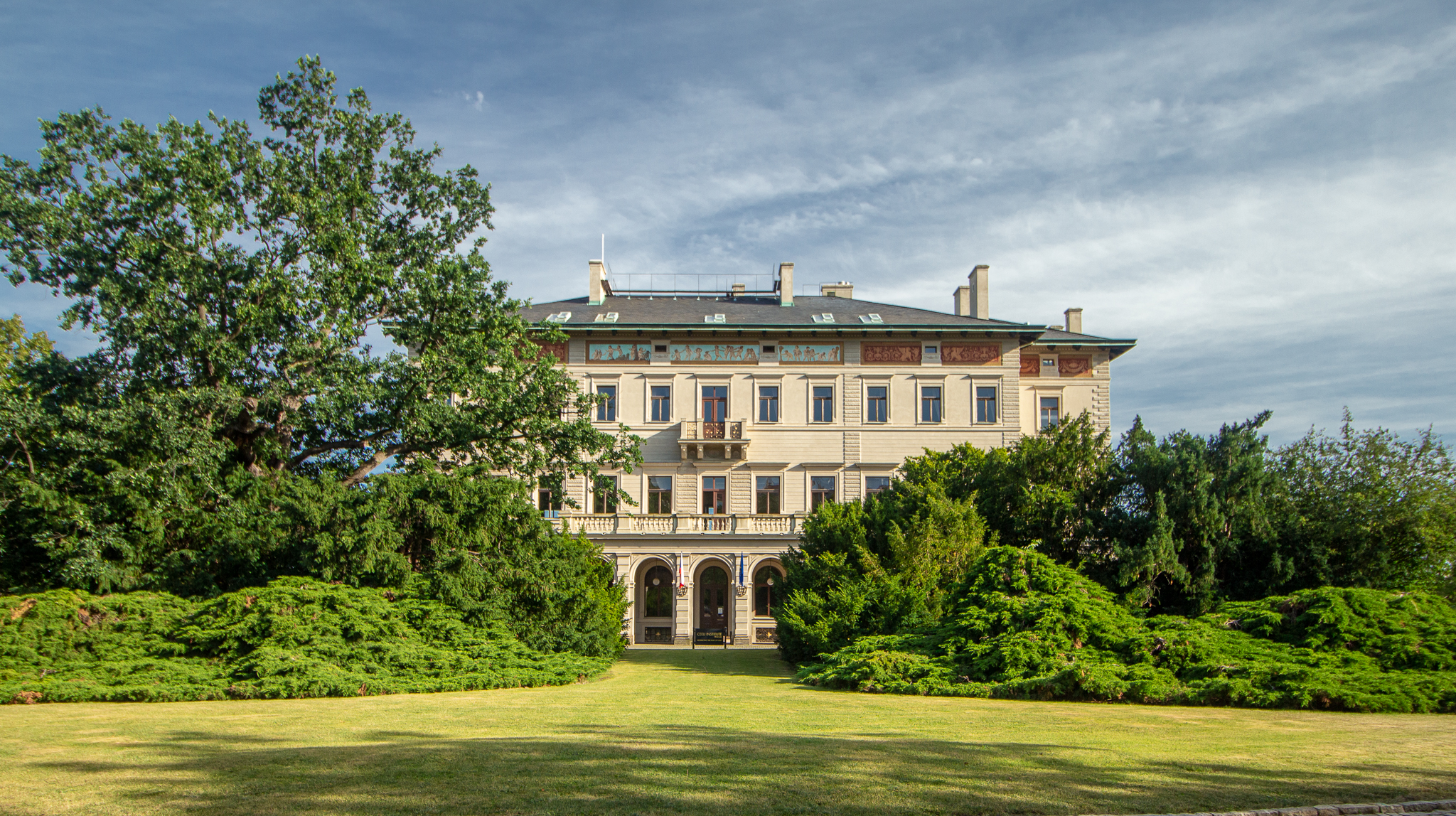
Gröbeho vila v roce 2020

Vila byla postavena v letech 1870–1874 podle projektu Antonína Barvitia. Autorem návrhů interiérů byl Josef Schulz. Stavbu prováděl stavitel František Havel. Plastická výzdoba interiérů je dílem vídeňského sochaře Detema.
Architektonicky se tvůrci inspirovali italskými renesančními příměstskými vilami, které sloužily jako letní byty šlechty a duchovenstva. Budova je obdélníková, s mohutným portikem na severní straně a mělkým rizalitem na jižní straně. Na jihu se přimyká prostorná terasa, z níž lze sestoupit na vinici dvouramenným schodištěm. Průčelí vily charakterizuje pětiosý pilířový podjezd, nad nímž je umístěna "vítací terasa" a malý balkón v 2. patře. Pod nízkou střechou je výrazná lunetová římsa zdobená freskovým pásem s motivy dětí od vídeňského malíře Kuglera. Na východní a severní straně prováděl výzdobu italský malíř, jehož jméno se nedochovalo. Sochařské práce jsou dílem Bohuslava Schnircha a Josefa Vorlíčka. Kolem celé stavby vede prostorná izolační chodba, aby do objektu nepronikala vlhkost. Z téhož důvodu byly podlahy v suterénu položeny na trámové polštáře.
V interiéru lze nalézt celkem 30 velkých pokojů ve dvou patrech přístupných reprezentativním mramorovým schodištěm s kazetovým stropem, který navrhl Josef Schultz.
Oproti původnímu projektu byla budova zjednodušena – sloupy hlavního podjezdu byly nahrazeny pilíři, byl zrušen podjezd s lodžií na boční straně a podnož byla pročleněna jednoduchým bosováním.
Terén, na kterém je vila umístěna byl navýšen zeminou vyvezenou po hloubení nedalekého železničního tunelu, na jehož stavbě se majitel nemovitosti Moritz Gröbe podílel.

## Využití

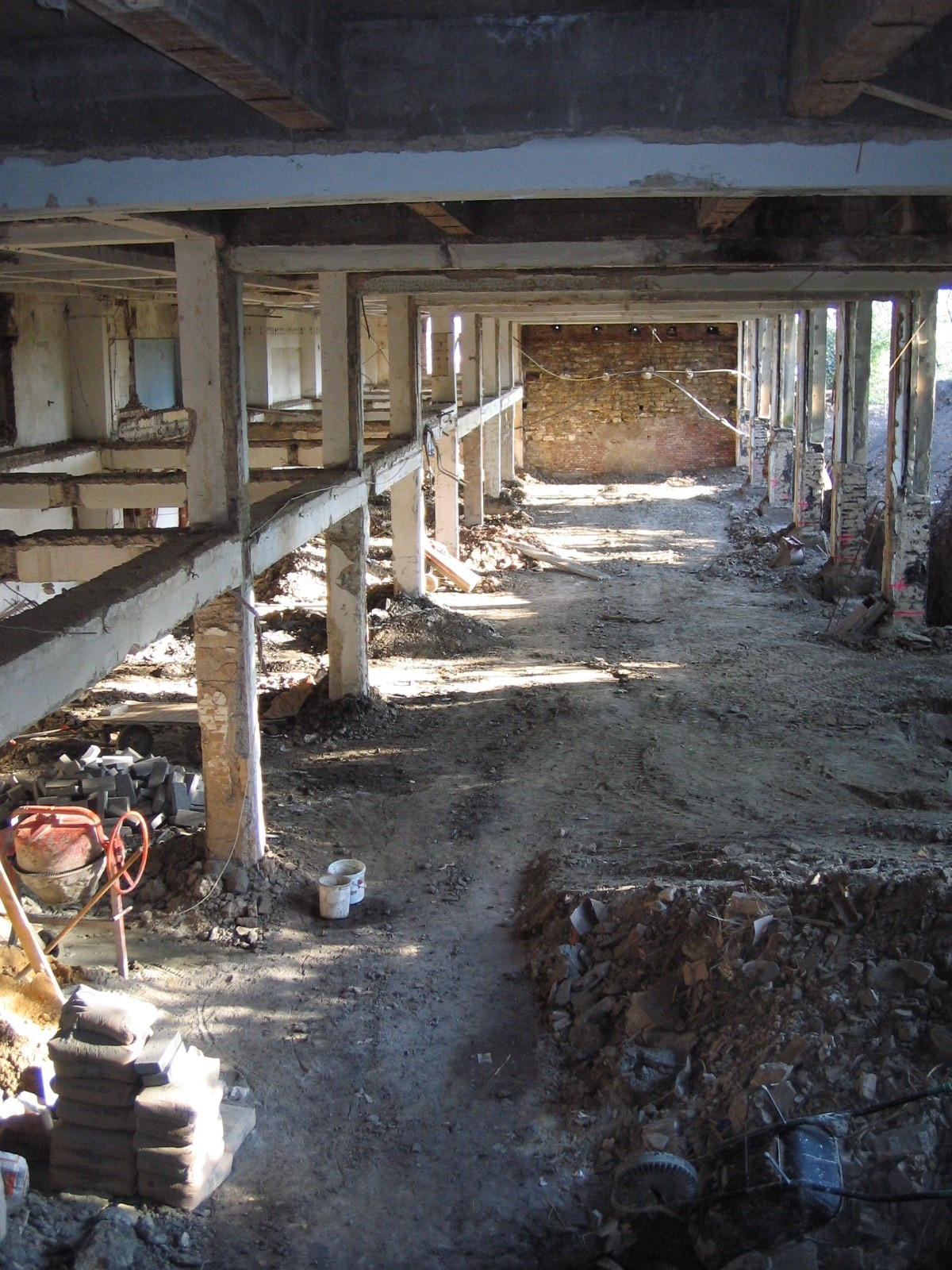
Rekonstrukce suterénu terasy v roce 2006

V říjnu 1905 zakoupily vilu Královské Vinohrady se záměrem otevřít zde od května 1906 veřejné sady (Havlíčkovy sady). Od roku 1919 do poloviny 30. let ve vile sídlil lesnický odbor Vysoké školy zemědělské při Vysoké škole technické. Střídalo se zde až tisíc studentů a podle některých názorů tím budova výrazně trpěla.
V roce 1937 zde byla na náklady města Prahy zřízena v horní části vily „Baxova domovina dětských zájezdů“ pro ubytování mimopražské mládeže při návštěvě Prahy, pojmenovaná po primátoru Karlu Baxovi. Mohlo zde být současně ubytováno 300 dětí. Spodní část vily byl přeměněn na činžovní dům.
Za druhé světové války ve vile sídlila pražská organizace Hitlerjugend. Pražská úřadovna pro projekt Erweiterte Kinderlandverschickung (KLV) do vily umístila říšské učiliště „Reichswerkschule” pro vzdělávání HJ vedoucích pro tábory KLV. Při spojeneckém bombardování 14. února 1945 byla i s částí pozemku zasažena a poničena. Vila dostala přímý zásah zápalnými bombami, byla zničena střecha i obě poschodí.
V letech 1953–1990 sloužila vila jako Ústřední Dům pionýrů a mládeže Julia Fučíka a sídlily v ní různé zájmové kroužky. V roce 1990 se změnil provozovatel na Institut dětí a mládeže Ministerstva školství a tělovýchovy, který pokračoval v aktivitách původního Domu pionýrů a mládeže, ale také garantoval různé soutěže a vědomostní olympiády, věnoval se i zdravotně postiženým a nezaměstnané mládeži.
Od roku 1995 sídlila ve vile Soukromá taneční konzervatoř a Pěvecká konzervatoř Praha pod vedením prof. Josefa Rybičky, její ředitelem byl mj. Čestmír Kráčmar.
Vzhledem ke zchátralosti objektu a nutnosti oprav vyhlásila Městská část Praha 2 veřejnou obchodní soutěž, v níž byl v roce 2001 vybrán investor a nájemce Gröbeho vily a Dolní Landhausky. Stala se jím společnost CEELI Institut, o.p.s. (Central and East European Law Initiative), která v roce 2003 zahájila část oprav přízemí budovy a v roce 2004 i prvního poschodí. Prostory jsou koncipovány jako vzdělávací středisko pro právníky, s výzkumným centrem, knihovnou a ubytovacími kapacitami pro účastníky kurzů. Část interiérů byla zrekonstruována v roce 2005 a představena veřejnosti.